# Pleurothyrium trianae
Pleurothyrium trianae är en lagerväxtart som först beskrevs av Carl Christian Mez, och fick sitt nu gällande namn av J.G. Rohwer. Pleurothyrium trianae ingår i släktet Pleurothyrium och familjen lagerväxter. Inga underarter finns listade i Catalogue of Life.